# Matylda Polińska-Lewicka
Matylda Polińska-Lewicka (ur. 23 stycznia 1881 we Lwowie, zm. 17 października 1968 w Saint-Sauveur) – polska śpiewaczka operowa, sopran.

## Życiorys
Śpiewu uczyła się u Władysława Bogdańskiego we Lwowie oraz u Adeliny Paschalis i Augusta Souvestre’a w Dreźnie. Zadebiutowała na scenie operowej w 1909 roku w Grand Opera House w Bostonie rolą Musetty w Cyganerii Giacoma Pucciniego. W kolejnych latach występowała w Operze Lwowskiej (1910/1911), Volksoper w Wiedniu (1911/1912) i Neue Oper w Hamburgu (1912/1913). W 1915 roku rolą tytułową w Madame Butterfly debiutowała na deskach Teatru Narodowego w Warszawie, z którym pozostała związana do 1931 roku. W sezonie 1925/1926 gościnnie śpiewała w Teatrze Polskim w Katowicach. Zasłynęła jako odtwórczyni ról w operach Richarda Wagnera (Zyglinda w Walkirii, Elza w Lohengrinie, Elżbieta w Tannhäuserze), a także jako Desdemona w Otellu oraz w partiach tytułowych w Tosce i Halce. Tę ostatnią rolę utrwaliła w 1929 roku w nagraniu płytowym dla firmy Syrena-Electro. W 1931 roku wycofała się ze sceny operowej, poświęcając się występom estradowym i pracy pedagogicznej w Instytucie Muzycznym.
Po II wojnie światowej uczyła w Szkole Muzycznej im. Karola Kurpińskiego (1945–1947) i Państwowej Średniej Szkole Muzycznej nr 1 (1947–1951) w Warszawie. W 1964 roku wyemigrowała do Kanady.